# Swing (Label)

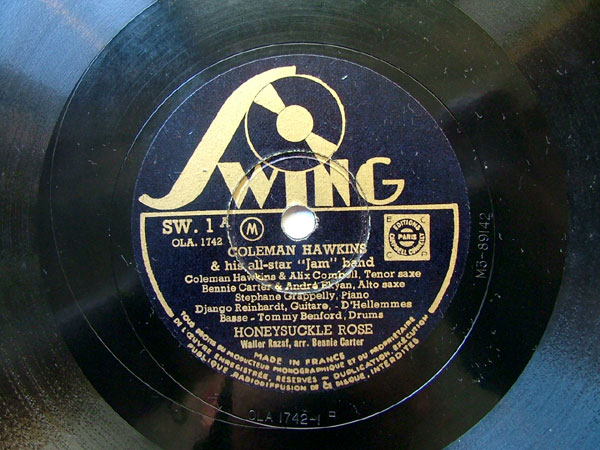
„Honeysuckle Rose“ von der Pariser Session 1937 mit Django Reinhardt, Stephane Grappelli, Coleman Hawkins, Alix Combelle und Benny Carter

Swing war ein französisches Jazz-Plattenlabel, das 1937 gegründet wurde und bis 1951 veröffentlichte. Es war weltweit die erste Plattenfirma, die sich ausschließlich dem Jazz widmete.

## Geschichte des Labels
Aus den Aktivitäten des Hot Club de France entstand das Label Swing, das 1937 von Charles Delaunay und Jean Berard gegründet wurde. Die ersten beiden Veröffentlichungen des Labels waren die Versionen von „Honeysuckle Rose“ und „Crazy Rhythm“, die der in Paris gastierende Coleman Hawkins am 28. April 1937 mit einer All-Star-Band einspielte, zu der Benny Carter, Django Reinhardt, Stéphane Grappelli und Aimé Barelli gehörten.

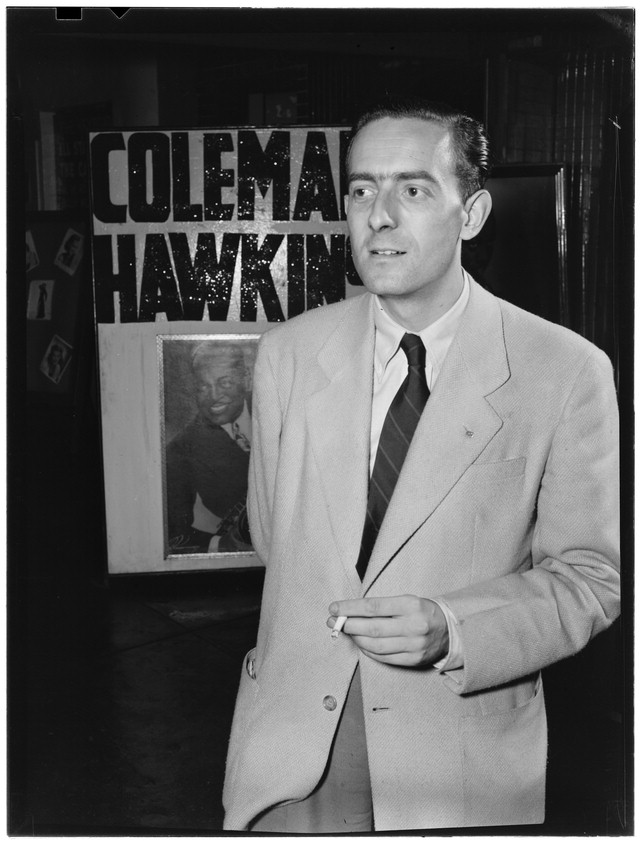
Charles Delaunay 1946. Foto: William P. Gottlieb.

Ab Ende der 1930er Jahre erschienen dann bei Swing Aufnahmen auf 78ern des Quintette du Hot Club de France um Reinhardt und Grappelli sowie von Dicky Wells, André Ekyan, Eddie South, Bill Coleman, Michel Warlop, Philippe Brun, Alix Combelle, Herman Chittison, Teddy Weatherford, Mezz Mezzrow, Tommy Ladnier, Rex Stewart, Louis Bacon, Frankie Newton, Hubert Rostaing, André Hodeir und Arthur Briggs.
Nach Kriegsende nahmen auch in Frankreich lebende oder gastierende  Musiker wie Kenny Clarke („Epistrophy“, „Oop Bop Sh'Bam“), Benny Carter, Jonah Jones, Gene Sedric, Don Byas, Billy Taylor, Louis Armstrong, Dizzy Gillespie, Gerald Wiggins, Rex Stewart, Sidney Bechet, Harold „Shorty“ Baker, Gerry Mulligan und James Moody sowie die wichtigsten französischen Jazzmusiker der Nachkriegszeit wie Noël Chiboust, Bernard Peiffer, Claude Luter, Michel de Villers, Hubert Fol, Jacques Diéval, Martial Solal, Géo Daly und Michel Attenoux bei Swing auf. Folglich veröffentlichten dort nicht nur Musiker des Swing und älterer Musikstile, sondern auch solche des Bebop.

### Lizenzaufnahmen
Daneben veröffentlichte das Label US-amerikanischen Jazz in Lizenz, wie Bebop-Produktionen von Charlie Parker, Thelonious Monk, Art Pepper und die Blue Note-Aufnahmen von Miles Davis von 1952/53. Letzte Veröffentlichung auf Schellack war eine 1954 entstandene Version des Standards „Pennies from Heaven“ von Martial Solal. Ende der 1950er und Anfang der 1960er Jahre erschienen auf Langspielplatte noch zuletzt entstandene Aufnahmen von Cat Anderson, Benny Golson, Lionel Hampton, Bobby Jaspar, Zoot Sims, Clark Terry und Lucky Thompson.